# 勾当台公園

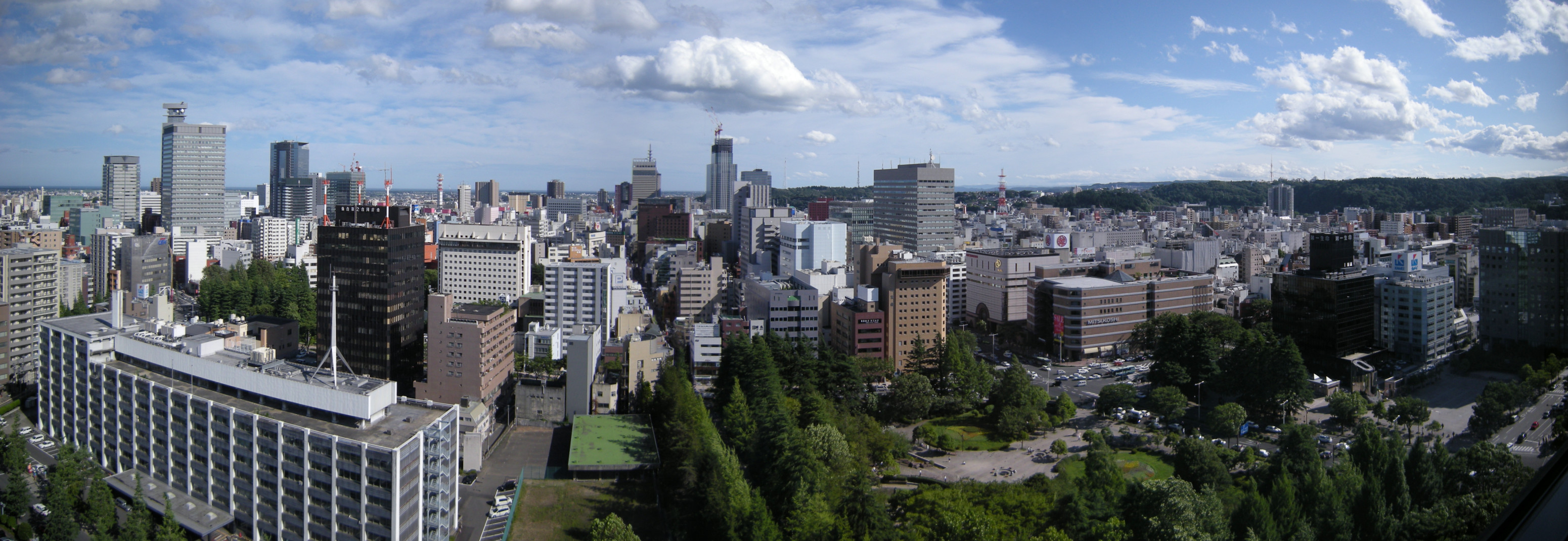
宮城県庁舎最上階の展望ホールから南側の眺望（2009年7月）。写真右下に勾当台公園の「いこいのゾーン」と「にぎわいのゾーン」が写っている。

勾当台公園（こうとうだいこうえん）は、宮城県仙台市青葉区本町および国分町にある都市公園である。周辺には宮城県庁・仙台市役所・国の出先機関などの公的機関と、公共事業関連の企業が集積している。

## 歴史
「勾当台」の名称は、仙台藩藩祖伊達政宗が寵愛した盲目の狂歌師・花村勾当の屋敷があったこと、また、広瀬川の河岸段丘により、江戸時代の仙台城の城下町の中心部（芭蕉の辻）側から見て園内の一部がやや高台になっていることに由来する。「勾当台」は現在「こうとうだい」と読むが、江戸時代には「こどのでえ」と読んだ（仙台弁#仙台弁の地名・固有名詞参照）。
江戸時代の1761年（宝暦11年）、藩校「養賢堂」が当地に移転してその後も拡張を続けたため、当地は仙台藩の学問の中心地となった。また、仙台城の鬼門を守る定禅寺もあり、定禅寺通の名の由来となった。
明治時代になると、1871年（明治4年）の廃藩置県で藩の庇護が無くなった養賢堂諸施設の建物および跡地は、仙台県庁舎（県名変更で後に初代宮城県庁舎）、宮城師範学校、宮城書籍館（現・宮城県図書館）、商品陳列所、宮城県警察部諸施設、度量衡検査所、仙台区役所（市制施行後は仙台市役所）等に転用された。また、同様に藩の庇護が無くなり、廃仏毀釈の影響もあって1873年（明治6年）に廃寺となった定禅寺の跡地は、仙台鎮台病院（→仙台衛戍病院→仙台陸軍病院と改称）になった。このように当地は、明治維新により公的機関の集積地へと一変する。
1945年（昭和20年）7月10日の仙台空襲により、当地にあった建物はほとんど焼き尽くされた。戦後復興期の1946年（昭和21年）に当地を公園として整備する都市計画が決定。宮城県図書館が度量衡検査所跡地に移転・新築された他は、ほとんどが公園として整備され、都市公園法が公布された1956年（昭和31年）に勾当台公園として開園（後に宮城県図書館は園外に移転）。仙台市地下鉄南北線の開業に合わせて勾当台通が付け替えになると、1989年（平成元年）の仙台市の市制100周年および政令指定都市移行に合わせて当園もリニューアルされ、全国都市緑化フェア「'89グリーンフェアせんだい」の第二会場として再開園した。
現在の勾当台公園には、仙台市役所・宮城県庁・定禅寺通・勾当台通・東二番丁通などが隣接する。市役所の噴水を含む庭園や、宮城県庁の植栽、定禅寺通などの並木道に囲まれた勾当台公園は、「杜の都・仙台」を代表する都市空間を形作っている。また、定禅寺通等と並んで、仙台市都心部における都市イベントの開催地となることが多く、仙台の重要な集客装置の1つともなっている。
| | |
| 1975年度（昭和50年度）撮影の国土交通省 国土地理院 地図・空中写真閲覧サービスの空中写真を基に作成 写真中央に勾当台通のクランク解消前の勾当台公園（後に当園「にぎわいのゾーン」の一部および「いこいのゾーン」となる）が写っている。 その他、写真左上に仙台市役所、その下に駐車場（後に当園「にぎわいのゾーン」の市民広場となる）、中央上に高層ビル化前の宮城県庁舎、写真右下の錦町公園内には1998年（平成10年）まで存在した仙台市レジャーセンター、その左上に同1975年新築移転して改称したばかりのホテル仙台プラザなどが写っている。なお、当写真は仙台市電の営業最終年度に撮影されており、定禅寺通の勾当台通より東側の併用軌道区間には現在のような街路樹が植栽された中央分離帯が無い。 | 1984年度（昭和59年度）撮影の国土交通省 国土地理院 地図・空中写真閲覧サービスの空中写真を基に作成 当園では、仙台市地下鉄南北線の建設に伴う勾当台通のクランク解消工事が行われている。 なお、仙台市電廃止により、県庁市役所前駅も廃止されている。 |

## 園内構成

### いこいのゾーン
住所は青葉区本町3丁目9-2（北緯38度16分0.8秒 東経140度52分18.8秒 / 北緯38.266889度 東経140.871889度）。旧来からの勾当台公園の区域で、ヒマラヤシーダーで四方が囲まれていた。1986年（昭和61年）に勾当台通（旧・国道4号・旧・国道48号）の付け替えに伴い、敷地西側が道路になったため、現在西側にヒマラヤシーダーはなく、勾当台通に開けた形になっている。
敷地は平行四辺形をしており、辺とほぼ平行に南北に河岸段丘の段丘崖が通っている。宮城県庁寄りの東側が一段高い仙台上町段丘、勾当台通寄りの西側が一段低い仙台中町段丘となっており、両者の間の段丘崖は、段差を利用した滝噴水や階段、および植栽になっている。また、段丘崖下に沿って四ツ谷用水復元水路が流れる。
仙台上町段丘上
- 野外音楽堂（北緯38度16分2.9秒 東経140度52分19.1秒 / 北緯38.267472度 東経140.871972度）
- 彫刻：「平和祈念像」
- スタンド喫茶 勾当台（公衆トイレ併設。北緯38度16分2.9秒 東経140度52分18.4秒）

仙台中町段丘上
- 彫刻：「志賀潔胸像」（1969年（昭和44年）設置）、「谷風像」、「季の杜に」（一色邦彦作）、「のぞみ」
- 芝生広場および円形花壇
- 四ツ谷用水復元水路
- 仙台地下鉄南北線・勾当台公園駅・公園1出口

### 歴史のゾーン

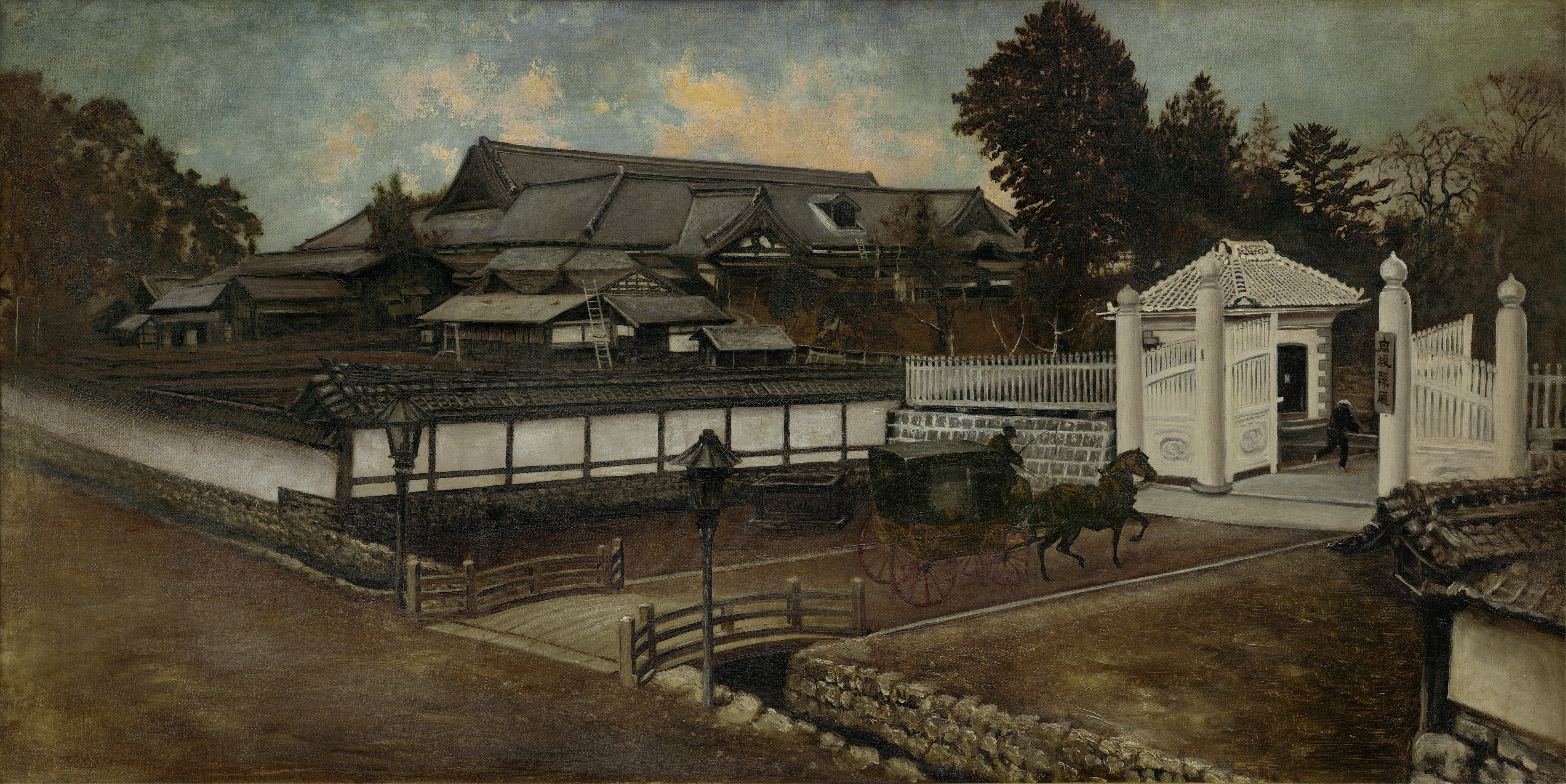
養賢堂を転用した（初代）宮城県庁舎の1881年（明治14年）当時の様子。絵の左下を斜めに通る勾当台通と庁舎との間が現在「歴史のゾーン」になっている。

住所は青葉区本町3丁目8（北緯38度16分5.5秒 東経140度52分14.1秒 / 北緯38.268194度 東経140.870583度）。表小路の東に続く坂道を挟んで「いこいのゾーン」の北側にあり、勾当台通を挟んで西側には仙台市役所、北一番丁を挟んで北側には青葉区役所がある。江戸時代には、仙台藩藩校「養賢堂」（明治時代に初代・宮城県庁舎として使用）があった。
敷地は南北に長い不正形で、勾当台公園の3つのゾーンの中で最も狭い。仙台中町段丘面にあり、東側の現在の宮城県議会議事堂および宮城県庁舎がある仙台上町段丘との間に、その境界ともなる段丘崖が南北に通っている。段丘崖下に沿って四ツ谷用水復元水路が流れる。
- 古図広場（北緯38度16分4.2秒 東経140度52分15秒 / 北緯38.267833度 東経140.87083度）
- 彫刻：「林子平像」
- 仙台市地下鉄南北線・勾当台公園駅・北2出口
- 仙台市営バス・「県庁市役所前」バス停

### にぎわいのゾーン
住所は青葉区国分町3丁目7（北緯38度16分0.6秒 東経140度52分14.2秒 / 北緯38.266833度 東経140.870611度）。勾当台通を挟んで「いこいのゾーン」の西側にあり、表小路を挟んで北側には仙台市役所がある。敷地はL字型をしており、付け替え前の勾当台通の部分が、南北に細長く定禅寺通まで延びて円形公園などが設置され、市役所前の部分に市民広場がある。以前の勾当台公園の西端に当たる円形公園の東側には、当時から植えられていたヒマラヤシーダーが数本残る。市民広場の地には、江戸時代には養賢堂の施設があり、廃藩置県後に県会議事堂が設置されたりしたが、従前には平面駐車場として利用されていた。市民広場となった現在は、地下に駐車場および駐輪場が設置されており、車の出入庫口は西側、二輪車および人の出入口は南側にある。市民広場完成の際、広場中央に設置された街灯は後に撤去され、2003年（平成15年）12月1日からヘリコプターの緊急離着陸場として運用されている。
このゾーンにある市民広場は、仙台市都心部で開かれる都市イベントの開催地として、一番町や定禅寺通と共に利用が多く、仙台の代表的な屋外集客装置となっている。なお、市民広場を会場とするイベントでは、一般に「勾当台公園市民広場」と案内されるが、仙台市主催イベントの場合は「仙台市役所前市民広場」と案内される。
市民広場（北緯38度16分1.2秒 東経140度52分12.3秒 / 北緯38.267000度 東経140.870083度）
- ステージ（車椅子用スロープあり）
- 広場（石畳。非常時ヘリポート）
- 勾当台公園地下駐車場（7:30～22:30。245台収容。100円/20分[7]）
- 勾当台公園地下駐輪場（24時間。自転車：50円/日、バイク：100円/日[8]）
- 勾当台路上自転車等駐車場（24時間。2時間まで無料、以降有料[9]）

円形広場（北緯38度15分59.3秒 東経140度52分14.9秒 / 北緯38.266472度 東経140.870806度）
- グリーンハウス勾当台（公衆トイレ併設。北緯38度15分59.5秒 東経140度52分14.1秒）
- 彫刻：「時の広場」、「織姫」
- 仙台市地下鉄南北線・勾当台公園駅・エレベーター
- 仙台市地下鉄南北線・勾当台公園駅・公園2出口
- 仙台市地下鉄南北線・勾当台公園駅・モニュメント型空気調和設備

### LIVE+RALLY PARK
公共空間活用の国家戦略特区に指定されている仙台市が、「東北の魅力を発信するモデル事業」の一環として、東北全体の交流人口の拡大や活性化を図ることを目的に、2018年（平成30年）3月17日、翌年1月中旬までの暫定プロジェクトとして、園内にLIVE+RALLY PARK（ライブラリーパーク）を開設した。
LIVE+RALLY PARKは、園内の一部エリア約1300平方メートルに、木造平屋のカフェ兼展示スペースとベンチ、テーブルを設置。様々なイベントやワークショップを展開してきた。市ではイベントを主催した東北の各自治体等から好評の声が多数寄せられたことを踏まえ、同年12月、隣接するグリーンハウス勾当台に後継施設を常設する方針を明らかにした。LIVE+RALLY PARKは、2019年（平成31年）1月13日で営業を終了したが、市では同年3月に新たな運営事業者を公募し、同年8月の仙台七夕まつりをめどに、東北の食のアンテナショップと位置付ける後継施設をオープンさせたいとしている。

## 主な恒例イベント

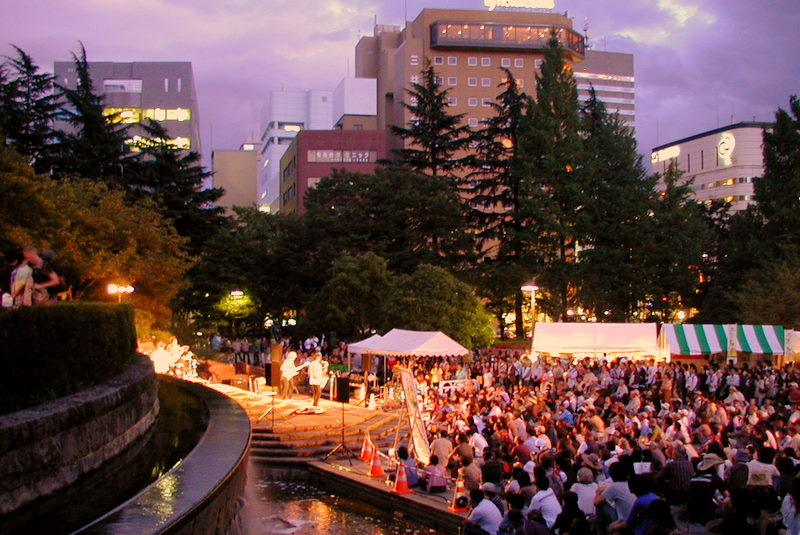
定禅寺ストリートジャズフェスティバルの勾当台公園「いこいのゾーン」噴水脇ステージの様子（2009年9月）

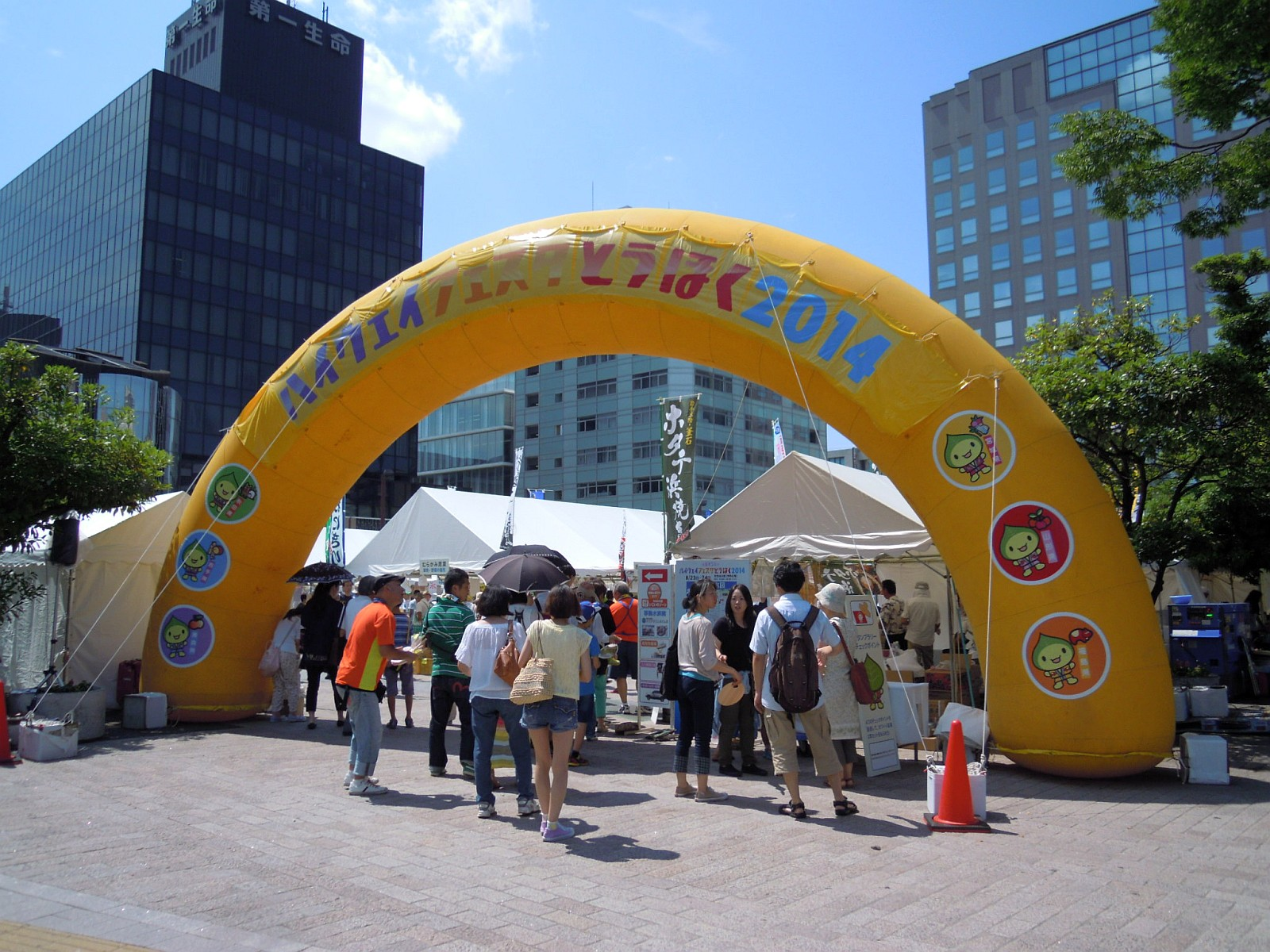
ハイウェイフェスタとうほく2014の会場（にぎわいのゾーン市民広場）入口（2014年8月）

※ 人数は、主催者発表の観客数（勾当台公園以外の観客数も含む場合は▽）
※ 音楽ステージが設けられる場合は★

### 祭り
- ★仙台・青葉まつり（▽80万人/2日間延べ）
- ★ハイウェイフェスタとうほく（5万人/2日間延べ[15]）
- ★みちのくYOSAKOIまつり（▽70万人/2日間延べ）

### 音楽系イベント
- ★とっておきの音楽祭（6月第1日曜日、▽17万人）
- ★ジャズプロムナード in 仙台（とっておきの音楽祭の次の週末）
- ★Date fm 夕涼みコンサート（仙台七夕開催時、21万4千人/3日間延べ）
- ★ラジオ3 七夕ヴィレッジ（仙台七夕開催時）
- ★伊達祭 SENDAI STREET FESTA
- ★D-POP Concert
- ★勾当台公園野外フェスティバル
- ★定禅寺ストリートジャズフェスティバル（▽72万人/2日間延べ）
- ★仙台ゴスペル・フェスティバル
- ★学都×楽都コラボレーション（SENDAI光のページェント開催時）
- ★ラジオ3 クリスマスヴィレッジ（SENDAI光のページェント開催時）
- ★杜の都ふれあいコンサート（仙台市消防音楽隊）5月から10月まで毎月1回、計6回
- ★仙台アニソン&J-popパーティー022 野外開催そとにーにー

### テレビ局のイベント
- ★TBC夏まつり（5万6000人 / 2日間延べ[16]）
- ★24時間テレビ・ミヤギテレビイベント（1978年（昭和53年） - ）
- ★KHBまつり（5万2500人/1日[17]。2007年（平成19年） - 2015年（平成27年））
- ★仙台放送まつり（8万8000人/2日間延べ[18]。2004年（平成16年） - ）

### 公共団体主催のイベント
国
- ★国土交通省「道路フェア」
- ★経済産業省「ワク!ワク!!エネルギーふれあいタウン」
- ★環境省「3R推進東北大会inせんだい」（仙台市「エコフェスタ」と同時開催）

宮城県
- ★宮城県「みやぎまるごとフェスティバル」（17万5000人/2日間延べ[19]。2000年（平成12年（ - ）
- 宮城県「みやぎ手づくり味まつり」
- 宮城県仙台地方振興事務所「仙臺鍋まつり・おでんまつり」（2007年（平成19年） - 。仙台・宮城DCのプレDCから）
- ★仙台市「新緑祭」（GW初日）
- ★仙台市「青葉区民まつり」
- ★仙台市「エコフェスタ」（1988年（昭和63年） - 、環境省「3R推進東北大会inせんだい」と同時開催）
- ★仙台市「高齢者生きがい健康祭 シニアいきいきまつり」
- ★仙台市「福祉まつり ウェルフェア」（10月初旬、一番町も会場。2002年（平成14年）から屋外開催に変更）[20]
- 仙台市「ふれあい製品フェア」（年4回市民広場、年2回仙台市役所本庁舎1階ギャラリーホール）
- せんだい農業園芸センター「仙台市旬の香り市」
- 仙台市消防局「消防出初式」
- 仙台市消防局「防災・防火フェスティバル」
- 石巻市「きたかみ十三浜うまいもの市」（月1回程度）
- 石巻市「海の幸・山の幸うまいもの市」
- 大崎市「大崎ふれあい市」（春秋の年2回）
- 大崎市「古川まごころ市」
- 登米市「登米おいしいもの市」（春夏秋の3回）
- 栗原市「栗原"もってけ"市」
- 南三陸町「南三陸志津川物産フェア」（年数回）
- 名取市・岩沼市・亘理町・山元町「きてけさいん!名亘秋の特産市」

秋田県
- ★湯沢市・雄勝町「湯沢雄勝広域観光キャンペーン」

山形県
- 山形市「山形ふれあいマーケット」（年10回）
- 東根市「果樹王国ひがしねフェスティバル ～ さくらんぼ種飛ばし 仙台グランプリ」
- 尾花沢市「尾花沢の観光と物産市 in 仙台市勾当台公園」
- 村山市「仙台村山交流フェスティバル『秋の味覚まつり』」（春は別の場所で開催）
- 高畠町「伊達家のふるさと観光物産市」
- 朝日町「山形県朝日町りんごキャンペーン」

福島県
- 福島市・伊達市・相馬市「ふくしま塩の道 観光物産展」

北海道
- ★道南諸都市「函館・みなみ北海道グルメパークin仙台」（震災の影響で2012年（平成24年） - [21]）

県際
- 宮城県仙台地方振興事務所・山形県村山総合支庁「仙山交流味祭 in せんだい」
- 秋田県由利地域振興局・山形県庄内総合支庁「環鳥海まるっとキャンペーン in 仙台」
- ★宮城県北部地方振興事務所・秋田県雄勝地域振興局・山形県最上総合支庁「東北の『へそ』観光まつり」（2004年（平成16年） - ）

### 各種団体のイベント
- リサイクル野菜市（月1回程度）
- ★ヒストリック&クラシックカーミーティング イン 仙台（4月の週末2日間。4万人/2日間延べ。2007年（平成19年） - ）[22]
- メーデー
- 杜の都大茶会（宮城県芸術協会加盟13流派による野点茶会）
- ★100万人のキャンドルナイト in 仙台
- ★食肉まつり（仙台市中央卸売市場食肉市場主催。1993年（平成5年） - ）[23]
- ★みやぎ私学フェスティバル
- ★仙台市PTAフェスティバル
- 宮城バスまつり（9月20日のバスの日前後の休日）
- ピンクリボンスマイルウオーク
- わいわい祭
- ★タイフェスティバル in 仙台（2013年（平成25年）の第1回はゼビオアリーナ仙台で開催[24]、第2回は当園[25]）
- ★JAグループ宮城「いいものフェスタ」（7月。2009年（平成21年） - ）

### スポーツ系イベント
- 仙台国際ハーフマラソンゴール
- 全日本大学女子駅伝対校選手権大会（杜の都駅伝）ゴール
- せんだいプロスポーツフェスティバル

## アクセス
- 仙台地下鉄南北線・勾当台公園駅
- 仙台市営バス・「県庁市役所前」、および、「定禅寺通市役所前」バス停